# Paraleucobryum enerve
Paraleucobryum enerve ist eine Laubmoos-Art aus der Familie Dicranaceae. Ein Synonym dieser Art ist Dicranum enerve Thed.

## Merkmale
Das Moos mit aufrechten, bis etwa fünf Zentimeter hohen Stämmchen bildet dichte weißlichgrüne bis gelbgrüne Polster. Die aufrecht abstehenden Blätter sind lang gespitzt, ganzrandig oder an der Spitze schwach gesägt. Die breite Blattrippe ist am Rücken glatt und nimmt am Blattgrund etwa vier Fünftel oder mehr, nach oben hin die gesamte Blattbreite ein, sodass die schmale Blattlamina aus rechteckigen Zellen nur in der unteren Blatthälfte vorhanden ist. Der Rippenquerschnitt ist dreischichtig mit einer mittleren Schicht chlorophyllhaltiger und je einer dorsalen und ventralen Schicht hyaliner Zellen.
Sporophyten werden nur sehr selten gebildet. Sporenreife ist im Sommer. Die Seta ist ein bis zwei Zentimeter lang und trägt eine zwei bis drei Millimeter lange Kapsel.

## Standortansprüche und Verbreitung
Paraleucobryum enerve ist kalkmeidend und wächst auf silikatischem Gestein. In Mitteleuropa sind die Vorkommen auf die Gebirgslagen beschränkt, in den Alpen ist es meist oberhalb der Baumgrenze zu finden.
Neben den europäischen Vorkommen gibt es solche in Asien sowie in Nord- und Mittelamerika.